# Mártonffy Frigyes
Mártonffy Frigyes (Martin Frigyes, Komárom, 1825. november 17. – Újpest, 1895. július 23.) író, műfordító, lapszerkesztő, honvéd főhadnagy, ipartársulati titkár.

## Élete
Komáromban született, ahol atyja Martin N. kesztyűs iparos volt. Tanulmányait Pozsonyban végezte és a mozgalmas 1840-es években az ifjúságnak egyik lelkes tagja volt. 1848-ban az ügyvédi pályára készülő Mártonffy honvéd lett és Guyon Richárd tábornok hadtestében szolgált, ahol nyelvismereteivel hasznos szolgálatot tett. Szenttamásnál a rácok elleni küzdelemben bal lábán sebet kapott, de felgyógyulva tovább harcolt és mint főhadnagy tette le a fegyvert Világosnál. Ő is emigrált, beutazta Német-, Franciaországot, Angliát és Észak-Amerikát. Párizsban több évig a francia nyelv tanára volt. 1860-ban visszatért hazájába és az irodalom munkása lett. Hét nyelvet beszélt. Néhány évig a vidéki színtársulatoknál működött; 1861-ben Debrecenben színházi titkár volt; ekkor Martin családi nevét Mártonffyra változtatta. 1870-ben a Divat és Nefelejts szépirodalmi lapok segédszerkesztője volt. Hat évig a Nemzeti Színháznak is tagja volt, de betegsége miatt megvált a színészettől és kizárólag az irodalomnak élt. 1883-ban Újpestre költözött, ahol ő szervezte az ipartestületet, melynek titkára volt, és az ő érdeme, hogy a testületnek később hajléka lett. Itt is hunyt el 1895-ben. Újpesten temették el, sírhelyét 1898. március 15-én ünnepélyesen megkoszorúzták.
Több szépirodalmi lapba dolgozott, különösen a Budapestben több eredeti és fordított regénye jelent meg.

## Munkái
- A szép czigányleány. Smith J. F. után ford. Pest, 1864. (Friebeisz Ferenczczel együtt.)
- Az éj lovagjai. Regény. Ponson du Terrail után ford. Uo. 1866. Három k. (2. kiadás. Uo. 1871. Három rész 6 k. Szépirodalmi Csarnok.)
- A szellem-kapitány. Regény a spanyol függetlenségi harcz történetéből. Féval Pál után ford. Uo. 1867. Hat kötet. (Nefelejts Regénytár).
- Egy király ifjúsága. Történelmi regény. Ponson du Terrail után ford. Uo. 1868. Hat kötet. (2. kiadás Bpest, 1874).
- Páris rabjai. Regény. Gaboriau Emil után ford. Pest, 1869. Hat k. (Szépirodalmi csarnok II.)
- Ubryk Borbála. Történeti regényes epizód a krakkói karmel szűzek zárdájából. Németből ford. Uo. 1870.
- Róma titkai a XIX. században. Briffault Ödön után ford. Brünn, 1870.
- Lecoq ur. Regény. Gaboriau után ford. Pest, 1870. Hat k.
- A rejtélyes Páris. Regény. Ponson du Terrail után ford. Uo. 1870. Két k.
- A huszonegyek tolvajtársulata. Regény. Ponson du Terrail után ford. Uo. 1870. Két kötet.
- A fekete mise. Tört. regény. Ponson du Terrail után ford. Uo. 1871. Négy k. (Szépirod. Cs.)
- Egy grófnő kalandjai. Regény. Ponson du Terrail után ford. Uo. 1871. Tizenegy k. (Szépirod. Cs.)
- A néma czimborák. Tört. regény. Féval Pál után ford. Uo. 1871. Öt rész 6 k.
- A hold kedvese. Humorist. regény Kock Pál után ford. Uo. 1871. Két k.
- A kereszténység zárdái. Történeti regényes rajzok a szerzetes- és apácza-zárdákban viselt életről és dolgokról. Lurin, Brot és mások után németből fordít. Brünn, 1871.
- A 113. sz. percsomó. Regény. Ponson du Terrail után ford. Pest, 1872. Négy k.
- A Pampelonne lovag. Tört. regény. Gondrecourt után ford. Uo. 1872. Két k. (Szépir. Cs. külön folyam).
- Rocambole ifjúsága. Regény. Ponson du Terrail után ford. Uo. 1872. Tizenegy k. (Szépir. Cs.)
- A kalandor. Tört. regény. Montepin Xavér után ford. Uo. 1872. Hat k. (Szépir. Cs.)
- A boldogság titka. Regény. Feydeau Ernő után ford. Uo. 1872. Három k.
- A bukfencz. Regény. Gaboriau Emil után ford. Uo. 1873. Kilencz k. (Szépir. Cs.)
- A púpos. Tört. regény a kormányzóság korából. Féval Pál után ford. Bpest, 1873. Hat k. (Szépir. Cs.)
- Noirel József. Regény. Cherbuliez Viktor után ford. Uo. 1873. Két k.
- Rocambole hőstettei. Regény. Ponson du Terrail után ford. Uo. 1873. Tíz k. (Szépirod. Cs. Rendk. f.)
- Az erdők titkai. Regény. Ponson du Terrail után ford. Uo. 1873. Két rész 5. k. (Szépir. Cs. Külön f.)
- A marlyi vadászat. Tört. regény XIV. Lajos korából. Féré Octáv után ford. Uo. 1873.
- Szerelem és bosszú. Regény. Gaboriau Emil után ford. Uo. 1874. Négy k.
- A halál játéka. Társad. regény a jelen korból. Féval Pál után ford. Uo. 1874. Két rész 6 k.
- Rocambole föltámadása. Regény. Ponson du Terrail után ford. Uo. 1874. Tizenegy k. (Szépir. Cs. Rendk. f.)
- A nagyvilági tolvajok. Regény Ponson du Terrail után ford. Uo. 1874. Négy rész 10 k.
- A Jeruzsálem utcza. Regény. Féval Pál után ford. Uo. 1874. Két rész 4 k.
- A halottkém. Regény. Audeval H. után ford. Uo. 1875.
- Az éjféli bosszúállás. Tört. regény. Féval Pál után ford. Uo. 1875. Öt k.
- Más pénzén. Regény. Gaboriau Emil után ford. Uo. 1875. Öt k.
- A 7-ik számú cella. Legujabb társadalmi regény. Zaccone Péter után ford. Uo. 1875. Négy k.
- A gyémánt szem. Regény. Elie Berthet után ford. Uo. 1875. Két kötet.
- Rocambole Londonban. Regény. Ponson du Terrail után ford. Uo. 1875. Öt rész 9 k.
- Rocambole utolsó szava. Regény. Ponson du Terrail után ford. Uo. 1875. Öt rész 10 k.
- Rocambole magyarázata. Regény. Ponson du Terrail után ford. Uo. 1875.
- A grófnő titka. Regény Montepin Xaver után ford. Uo. 1876. Öt kötet.
- Negyvenötök. Tört. regény. Dumas Sándor után ford. Uo. 1876. Nyolcz k. (Uj M. Regény-Csarnok),
- Monsoreaui hölgy. Tört. regény. Dumas Sándor után ford. Uo. 1876. Nyolcz k. (Uj Regény-Csarnok).
- Margit királyné. Tört. regény. Dumas Sándor után ford. Uo. 1876. Hat k. (Uj Regény-Csarnok.)
- Richelieu és Anna királyné. Tört. regény XIII. Lajos korából Gonzalés Edmund után ford. Uo. 1877. Két k.
- Az ötök. Regény. Féval Pál után ford. Uo. 1877. Öt k.
- Rocambole a börtönben. Regény. Ponson du Terrail után. ford. Uo. 1877. Nyolcz k.
- Páris tragödiái. Regény. Montepin Xavér után ford. Uo. 1877. Tizennégy k.
- A házasságtörés drámái. Legujabb társadalmi regény 32 eredeti képpel. Montepin Xavér után ford. Uo. 1877. Két k. 23 füzet.
- Rocambole visszatérése. Regény. Ponson du Terrail után ford. Uo. 1878. Három rész 9 k.
- Az ördög fia. Regény. ford. Uo. 1878. Két k.
- Gróf Monte Christo. Regény. Dumas Sándor után ford. Uo. 1879. Két kötet.
- A világ ura. Gróf Monte-Christo folytatása. Mützelburg Adolf után ford. Uo. 1879.
- Dictionnaire complet des langues françaises et hongroises. Tom. I. Partie française-hongroise. Uo. 1879. (3. kiadás. Uo. 1885.)
- A testvérgyilkos vagy a 13. számú bérkocsis. Regény. Montepin Xavér után ford. Kiadja Serédy Géza. Vácz, 1880. Hét k.
- Az alvajáró vagy az erdők csodája. Regény. Egan Pierre után ford. Bpest, 1881. Öt k. (Olvasókör).
- A vérbosszú. Regény. Bias Camille után. Uo. 1881. Két k. (Családi könyvtár).
- Olaf a parti rabló. Regény. Söndermann Antal után ford. Uo. 1882. Három k.
- A párizsi koldusnő leánya. Tört. regény. Born. F. György után. Uo. 1883. Nyolcz k. (Olvasó-kör III., IV).
- A legújabb rendszer szerint szerkesztett franczia nyelvtan, mely szerint mindenki 50 leczkével tanító segítsége nélkül gyökeresen elsajátíthatja a franczia nyelvet. Uo. (1884).
- Kulcs Mártonffy Fr.-féle franczia nyelvtanhoz. Uo. (1884).
- A Gránátköves asszony. Regény. Marlitt E. után ford. Uo. 1885.
- Az erdei fürészmalom. Muszka történet. Uo. 1890. Két kötet.
- Egy magyar mágnás leánya. Eredeti regény. Uo. (1895).
- A puszta rémei. Eredeti regény. Uo. év n. Két kötet 44 füzet.
- Rinaldo Rinaldini a híres rablóvezér. Regény. Söndermann A. után ford. Uo. év n. 57. füzet.

### Fordított színművei
Kassán előadatásuk szerint:
- Brachvogel, Narciss vagy Popadour bukása, szomj. 5 felv. (először 1858. máj. 1.)
- Alexandre Dumas, ifj. A kaméliás hölgy, dráma 5 felv. (máj. 31.)
- Dumanoir és Clairville, 33,333 forint és 33 krajczár egy napra, vígj. 3 felv. (1860. máj. 26.)
- Dumanoir és Lafargue, Tulipane marquinő, vígj. 2 felv. (1861. ápr. 4.)
- Csak tíz új krajczár magyar színre alkalmazta, vígj. 1 felv. (1862. febr. 5.)
- Az első beteg, fr.-vígj. 1 felv. (febr. 26.)
- Anicet Burgois és Masson, Az akasztott ember, színj. 3 felv. (1863. nov. 1.)
- Barchdt, Sirhölgy vagy Gusztáv Adolf bevonulása Münchenbe, dr. rajz 5 felv. és előjáték 1 felv. (nov. 14.)
- Nestroy, A majom és a vőlegény, bohózat 3 felv. (1865. nov. 21.)
- A néma a majma, látványos színmű 3 felv. (1868. nov. 4.)
- Moreau, Girardin és Delacour, A lyoni rablógyilkosok, dráma 5 felv. 7 képpel (1878. febr. 22.)
- Dumanoir, Első beteg, Berg, Nemesis.

Szerkesztette a Képes Családi Lapokat 1879-ben, a Házibarátot 1881-ben és a Gondüző c. szépirodalmi folyóiratot 1884-ben Budapesten.